# Live on TV 1990
Albums de Gong
Live 1991
(1992) She Made the World Magenta
(1993)
Live on TV 1990 est un album en concert de Gong sorti en 1993.
On y retrouve les éléments d'un concert "classique" du groupe, c'est-à-dire des morceaux composés entre 1971 et 1974. Il est à noter qu'on retrouve trois musiciens de Here & Now sur ce concert : Keith Bailey, Steffi Sharpstrings et Twink.

## Liste des titres
| No  | Titre                                      | Durée |
| --- | ------------------------------------------ | ----- |
| 1.  | Planetary Introduction                     | 1:32  |
| 2.  | You Can't Kill Me                          | 5:58  |
| 3.  | I Bin Stoned Before / Longshanks / O Motha | 6:48  |
| 4.  | Radio Gnome Invisible                      | 2:03  |
| 5.  | Pot Head Pixies                            | 3:07  |
| 6.  | Voix Lactée                                | 3:38  |
| 7.  | Outer Vision                               | 3:22  |
| 8.  | Inner Vision                               | 5:26  |
| 9.  | Gorbachev Cocktail / I Am Your Animal      | 6:51  |
| 10. | Flying Teacup                              | 8:44  |
| 11. | I Am You                                   | 9:52  |

## Musiciens
- Keith Da Missile : basse
- Pip Pyle : batterie
- Steffi Sharpstrings : guitare, voix
- Bloomdido Bad De Grass : saxophone, flûte, Wx7
- Gilli Smyth : Voix, space whisper
- Daevid Allen : guitare, voix
- Twink : synthétiseur, claviers